# Panera

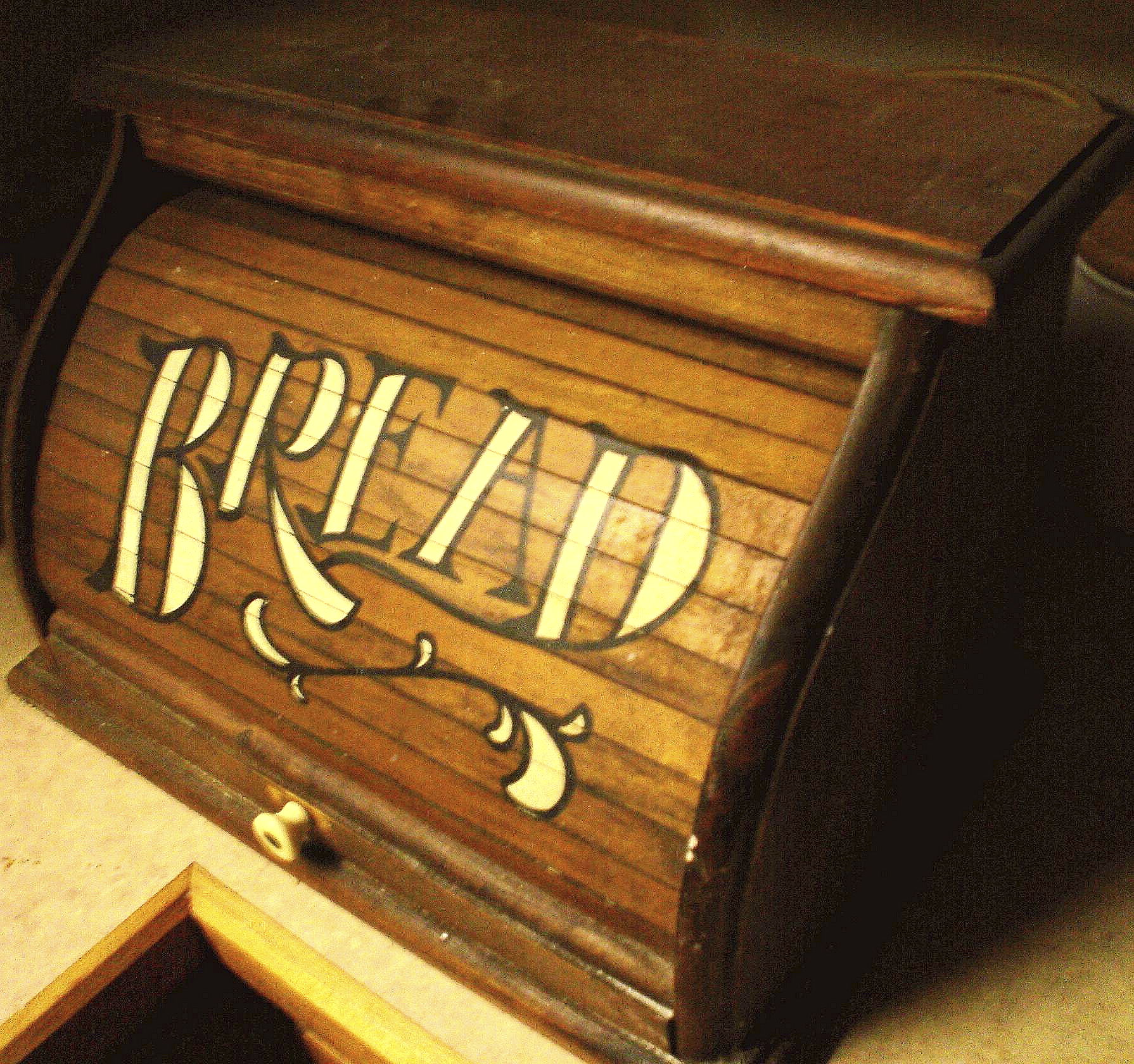
Panera de cuina

Una panera és un recipient destinat a desar o transportar pa o servir-lo a taula.
La panera de cuina permet desar el pa en barra i ser tapada tot deixant passar l'aire de forma que el pa no s'estovi.
La panera de taula és més petita i permet servir el pa tallat en llesques.
La panera de forn, paner o panistre és un cistell tradicionalment de vímet que permet acomodar diverses barres de pa per al seu transport o emmagatzemament.